# Academiestraat
De Academiestraat is een straat in Brugge.

## Beschrijving
De naam verwijst naar de teken- en schilderacademie die in 1717 in die straat werd opgericht door enkele Brugse kunstliefhebbers. De academie werd gehuisvest in een stadsgebouw, de Poortersloge, tot ze in 1890 werd overgebracht naar de Bogardenschool in de Katelijnestraat.
De straatnaam dateert uit 1807. Voordien was de naam Zouterstraat. Die naam verwees, zoals een tekst uit 1320 het aangeeft, naar Cantin de Souter die op die plek woonde.
De straat loopt tussen de Vlamingstraat en het Jan van Eyckplein.

## Poortersloge
In het begin van de 15de eeuw bouwden een aantal Brugse poorters een prestigieus lokaal, waar ze bijeenkomsten hielden. De Poortersloge diende onder meer als plaats van bijeenkomsten voor het Gezelschap van de Witte Beer en voor de Rederijkerskamer van de Heilige Geest.
Het gebouw werd na verloop van tijd stadseigendom. In 1720 gaf de stad het in gebruik aan enkele bewoners die er de in 1717 gestichte Academie voor Teken- en Schilderkunst in onderbrachten. In 1755 brak brand uit en werd het gebouw gedeeltelijk vernield. Het jaar daarop was het hersteld en bleef tot 1890 als kunstacademie fungeren. Van 1891 tot 2000 was de Brugse afdeling van het Rijksarchief er gevestigd.
In 1924 werden aan de gevel achttien beelden geplaatst van verdienstelijke Bruggelingen uit het verleden. Op de gevel in de Academiestraat prijkt het beeld van Beertje van de Loge.

## Bekende bewoners
In de Academiestraat woonden onder meer:
- Samuel Coucke
- Felix de Mûelenaere
- Juliaan De Vriendt
- Samuel De Vriendt
- Karel De Wulf
- Julius Sabbe
- François Van den Abeele, gedeputeerde
- Leo Van Gheluwe

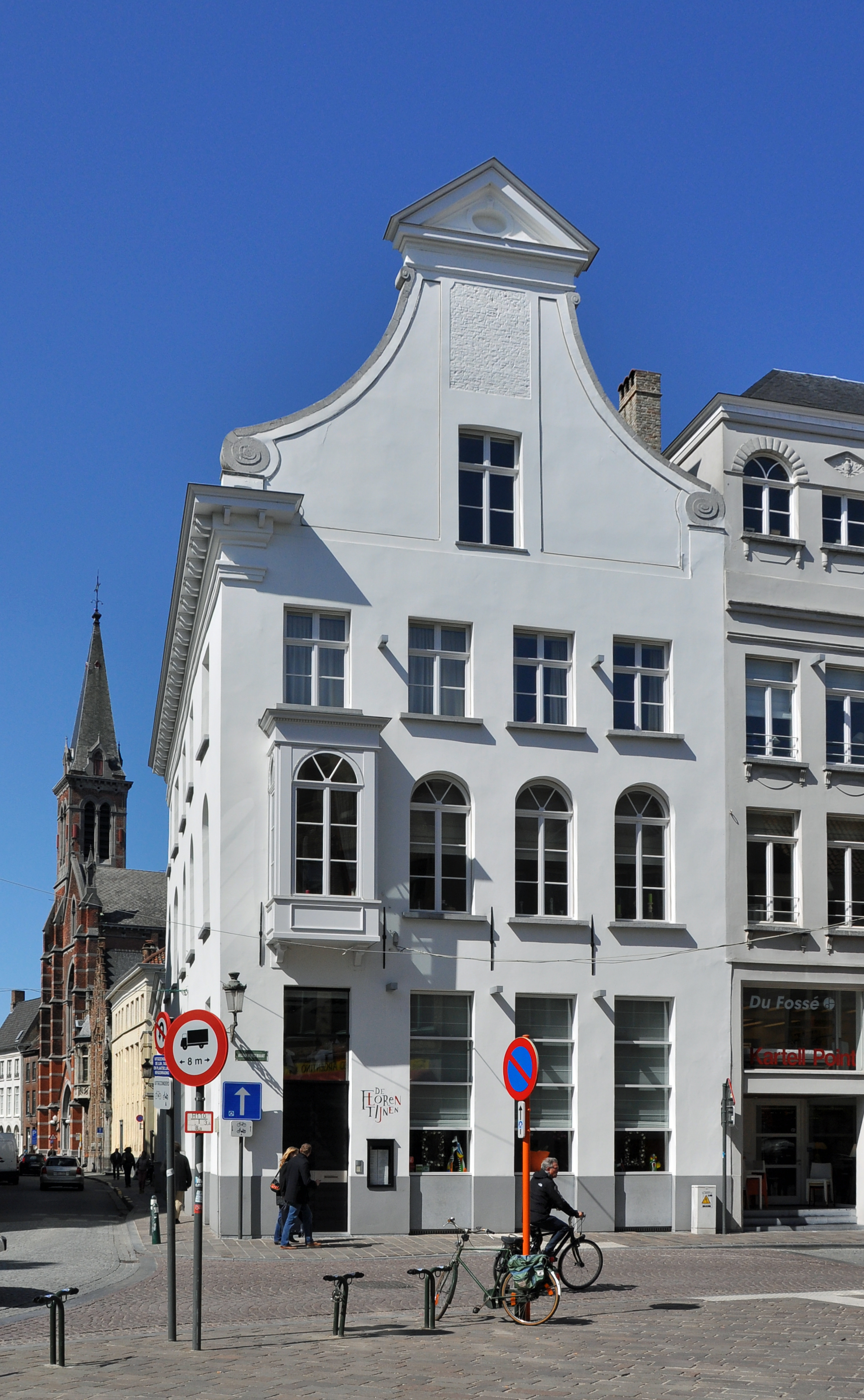
De "Florentijnse Loge", Academiestraat 1
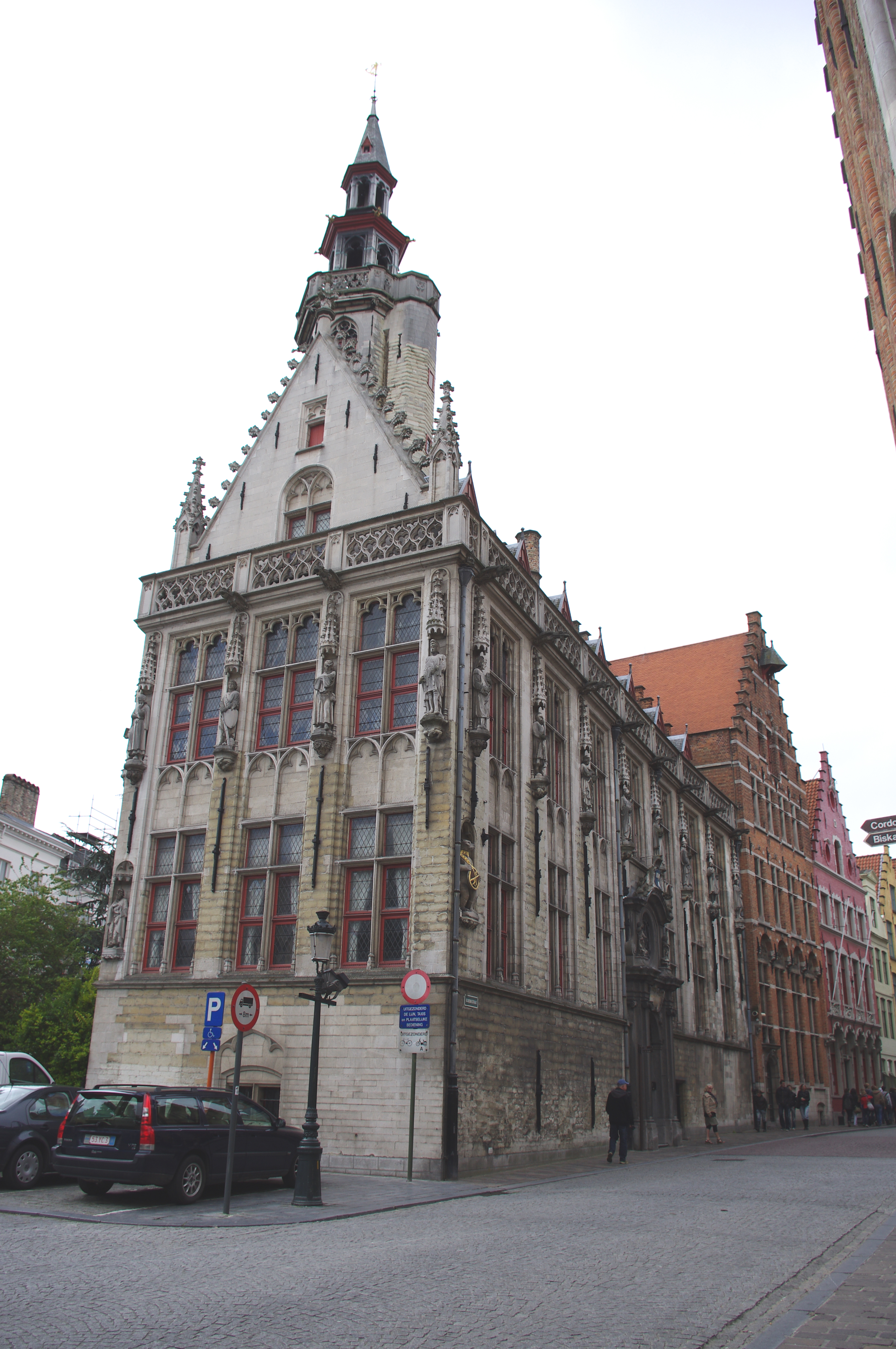
Zicht op de Poortersloge en de Academiestraat